# Myrmecia swalei
Myrmecia swalei is een mierensoort uit de onderfamilie van de Myrmeciinae. De wetenschappelijke naam van de soort is voor het eerst geldig gepubliceerd in 1922 door Crawley.